# パドトロワ
パドトロワは日本の競走馬である。2012年に中央競馬のアイビスサマーダッシュとキーンランドカップで優勝し、2012サマースプリントシリーズのチャンピオンとなった。2013年には函館スプリントステークスを優勝した。馬名の由来はバレエ用語で三人で踊る。

## 戦績

### 2009年 - 2010年
2009年11月29日の京都芝1600mの新馬戦でデビュー（3着）。12月13日の阪神の未勝利戦芝1200mで2戦目で初勝利。
2010年3月の阪神戦以降1番人気に推され、1着、2着、3着がそれぞれ1回ずつと安定した成績になるも初GIとなったNHKマイルカップは距離が長すぎて16着惨敗となる。以後は1400m戦以下での出走となり、6月の福島のさくらんぼ特別で3勝目をあげる。

### 2011年
3月の阪神の準オープン心斎橋ステークスで4勝目をあげて、オープン入り。続くオープン特別のオーストラリアトロフィーも勝利し、2連勝を飾る。函館スプリントステークスは6着に敗れるも、同じ函館のUHB杯は人気に応えて6勝目となった。続くスプリンターズステークスは9番人気ながらカレンチャンの2着に健闘する。しかし初の海外重賞出走となった香港スプリントは14着惨敗となった。

### 2012年
4ヶ月の休み明け以後のオープン戦はそれぞれ7着、6着となり、函館スプリントステークスを4着に敗れて迎えた新潟のアイビスサマーダッシュで重賞初制覇を果たし、続く札幌のキーンランドカップは先行で人気のダッシャーゴーゴーに競り勝ち、レコードタイムで重賞2勝目をあげるとともに2012サマースプリントシリーズのチャンピオンとなった。しかしスプリンターズステークスは先行しながら直線伸びず8着に敗れた。京阪杯はいいところなく15着に敗退。鞍上の安藤勝己はこのレースで「馬を上手く動かせなくなった」と強く感じたため引退を決意し、以降は1度も騎乗することなく翌年1月末に騎手免許を返上している。

### 2013年
休み明けとなった京王杯スプリングカップは先行するも直線失速して14着に敗退。函館スプリントステークスは先行勢にとりついて最後押し切って重賞3勝目を飾った。鞍上の勝浦正樹にとっては2007年の朝日杯フューチュリティステークス以来約5年半ぶりの重賞制覇となった（重賞の連敗は150でストップ）。続くアイビスサマーダッシュ、キーンランドカップと連覇を掛けて挑んだものの、それぞれ10着、14着に敗れた。スプリンターズステークスでは2番手からレースを進めたが直線で失速し15着に敗れた。

### 2014年
休み明けの阪急杯は先行したものの直線で馬群に飲まれ15着に敗れ、デビュー以来初のダート戦となる東京スプリントにも出走したがこちらも15着に敗れた。その後4走したがいずれも2桁着順に終わり、9月3日付けで競走馬登録を抹消された。引退後はレックススタッドで種牡馬となる。

## 競走成績
| 競走日     | 競馬場 | 競走名            | 格       | 距離（馬場）  | 頭 数 | 枠 番 | 馬 番 | オッズ （人気） | 着順 | タイム （上り3F） | 着差 | 騎手           | 斤量 | 1着馬（2着馬）         |
| ---------- | ------ | ----------------- | -------- | ------------- | ----- | ----- | ----- | --------------- | ---- | ----------------- | ---- | -------------- | ---- | ---------------------- |
| 2009.11.29 | 京都   | 2歳新馬           |          | 芝1600m（良） | 18    | 5     | 10    | 03.2（2人）     | 03着 | R1:36.6（36.5）   | -1.3 | 安藤勝己       | 55kg | フラムドール           |
| 0000.12.13 | 阪神   | 2歳未勝利         |          | 芝1200m（良） | 16    | 4     | 8     | 02.2（1人）     | 01着 | R1:10.3（35.5）   | -0.4 | 安藤勝己       | 55kg | （アンフィルージュ）   |
| 2010.03.13 | 阪神   | 3歳500万下        |          | 芝1200m（良） | 12    | 8     | 12    | 03.3（1人）     | 02着 | R1:10.1（35.4）   | -0.1 | 藤岡佑介       | 56kg | アーリーデイズ         |
| 0000.03.27 | 阪神   | 3歳500万下        |          | 芝1200m（良） | 14    | 8     | 14    | 02.4（1人）     | 01着 | R1:09.9（34.9）   | -0.1 | 安藤勝己       | 56kg | （タバルナ）           |
| 0000.04.25 | 京都   | 橘S               | OP       | 芝1400m（良） | 18    | 6     | 11    | 04.9（1人）     | 03着 | R1:21.2（35.2）   | -0.6 | 安藤勝己       | 56kg | エーシンダックマン     |
| 0000.05.09 | 東京   | NHKマイルC        | GI       | 芝1600m（良） | 18    | 4     | 8     | 142.4（17人）   | 16着 | R1:33.7（36.5）   | -2.3 | 柴田善臣       | 57kg | ダノンシャンティ       |
| 0000.06.19 | 福島   | さくらんぼ特別    | 1000万下 | 芝1200m（良） | 16    | 6     | 12    | 03.4（1人）     | 01着 | R1:08.5（35.0）   | 同着 | 松岡正海       | 54kg | ダイワナイト           |
| 0000.10.03 | 阪神   | 道頓堀S           | 1600万下 | 芝1400m（良） | 15    | 3     | 5     | 13.4（5人）     | 06着 | R1:21.8（34.7）   | -0.4 | 藤岡康太       | 55kg | サワヤカラスカル       |
| 0000.10.24 | 京都   | 桂川S             | 1600万下 | 芝1200m（良） | 18    | 7     | 13    | 05.7（4人）     | 03着 | R1:08.4（34.7）   | -0.3 | 安藤勝己       | 55kg | ティファニーケイス     |
| 2011.02.27 | 中山   | アクアマリンS     | 1600万下 | 芝1200m（良） | 16    | 3     | 5     | 08.3（4人）     | 07着 | R1:07.8（34.7）   | -0.4 | 松岡正海       | 56kg | ゴールドアグリ         |
| 0000.03.26 | 阪神   | 心斎橋S           | 1600万下 | 芝1400m（良） | 18    | 4     | 8     | 05.7（4人）     | 01着 | R1:20.5（34.9）   | -0.4 | 安藤勝己       | 57kg | （サザンスターディ）   |
| 0000.04.23 | 京都   | オーストラリアT   | OP       | 芝1200m（不） | 18    | 7     | 13    | 06.1（3人）     | 01着 | R1:09.2（35.3）   | -0.0 | 安藤勝己       | 55kg | （スプリングソング）   |
| 0000.07.03 | 函館   | 函館スプリントS   | GIII     | 芝1200m（良） | 12    | 8     | 11    | 14.0（7人）     | 06着 | R1:09.0（35.6）   | -1.0 | 安藤勝己       | 56kg | カレンチャン           |
| 0000.07.31 | 函館   | UHB杯             | OP       | 芝1200m（良） | 11    | 6     | 7     | 01.8（1人）     | 01着 | R1:08.9（35.8）   | -0.2 | 安藤勝己       | 56kg | （ローズカットダイヤ） |
| 0000.08.28 | 札幌   | キーンランドC     | GIII     | 芝1200m（良） | 16    | 6     | 12    | 14.1（4人）     | 03着 | R1:08.6（35.6）   | -0.0 | 安藤勝己       | 56kg | カレンチャン           |
| 0000.10.02 | 中山   | スプリンターズS   | GI       | 芝1200m（良） | 15    | 2     | 3     | 49.4（9人）     | 02着 | R1:07.7（34.6）   | -0.3 | 安藤勝己       | 57kg | カレンチャン           |
| 0000.12.11 | 沙田   | 香港スプリント    | G1       | 芝1200m（良） | 14    | -     | 11    | -               | 14着 | -                 | -    | 安藤勝己       | 57kg | Lucky Nine             |
| 2012.04.08 | 中山   | 春雷S             | OP       | 芝1200m（良） | 16    | 2     | 4     | 04.4（1人）     | 07着 | R1:08.8（34.0）   | -0.4 | 戸崎圭太       | 58kg | エーシンホワイティ     |
| 0000.04.29 | 福島   | 福島民友C         | OP       | 芝1200m（良） | 15    | 3     | 5     | 05.6（3人）     | 06着 | R1:07.9（34.2）   | -0.5 | 勝浦正樹       | 58kg | ドリームバレンチノ     |
| 0000.06.17 | 函館   | 函館スプリントS   | GIII     | 芝1200m（良） | 11    | 6     | 7     | 10.0（3人）     | 04着 | R1:10.0（35.5）   | -0.6 | 安藤勝己       | 56kg | ドリームバレンチノ     |
| 0000.07.22 | 新潟   | アイビスサマーD   | GIII     | 芝1000m（良） | 18    | 8     | 16    | 11.6（7人）     | 01着 | R0:54.2（32.2）   | -0.2 | 安藤勝己       | 56kg | （エーシンダックマン） |
| 0000.08.26 | 札幌   | キーンランドC     | GIII     | 芝1200m（良） | 14    | 2     | 2     | 06.4（3人）     | 01着 | R1:07.6（34.1）   | -0.0 | 安藤勝己       | 56kg | （ダッシャーゴーゴー） |
| 0000.09.30 | 中山   | スプリンターズS   | GI       | 芝1200m（良） | 16    | 6     | 11    | 10.0（4人）     | 08着 | R1:07.3（34.6）   | -0.6 | 安藤勝己       | 57kg | ロードカナロア         |
| 0000.11.24 | 京都   | 京阪杯            | GIII     | 芝1200m（良） | 18    | 5     | 9     | 10.6（6人）     | 15着 | R1:09.5（34.9）   | -1.0 | 安藤勝己       | 58kg | ハクサンムーン         |
| 2013.05.11 | 東京   | 京王杯スプリングC | GII      | 芝1400m（稍） | 18    | 3     | 6     | 104.6（17人）   | 14着 | R1:21.6（35.8）   | -1.0 | 北村宏司       | 56kg | ダイワマッジョーレ     |
| 0000.06.16 | 函館   | 函館スプリントS   | GIII     | 芝1200m（良） | 16    | 7     | 14    | 18.0（6人）     | 01着 | R1:08.5（34.3）   | -0.0 | 勝浦正樹       | 58kg | （シュプリームギフト） |
| 0000.07.28 | 新潟   | アイビスサマーD   | GIII     | 芝1000m（良） | 18    | 6     | 11    | 08.0（2人）     | 10着 | R0:55.4（32.9）   | -1.2 | 勝浦正樹       | 59kg | ハクサンムーン         |
| 0000.08.25 | 函館   | キーンランドC     | GIII     | 芝1200m（良） | 16    | 8     | 15    | 04.8（3人）     | 14着 | R1:13.1（37.9）   | -1.4 | 勝浦正樹       | 57kg | フォーエバーマーク     |
| 0000.09.29 | 中山   | スプリンターズS   | GI       | 芝1200m（良） | 16    | 4     | 8     | 133.0（14人）   | 15着 | R1:08.3（35.3）   | -1.1 | 勝浦正樹       | 57kg | ロードカナロア         |
| 2014.03.02 | 阪神   | 阪急杯            | GIII     | 芝1400m（良） | 16    | 2     | 4     | 051.5（12人）   | 15着 | R1:24.0（38.9）   | -3.3 | 後藤浩輝       | 56kg | コパノリチャード       |
| 0000.04.02 | 大井   | 東京スプリント    | JpnIII   | ダ1200m（良） | 16    | 2     | 3     | 13.2（4人）     | 15着 | R1:13.7（39.5）   | -3.0 | 和田竜二       | 56kg | ノーザンリバー         |
| 0000.06.15 | 東京   | エプソムC         | GIII     | 芝1800m（良） | 17    | 4     | 8     | 191.2（16人）   | 17着 | R1:49.3（37.3）   | -3.1 | 石橋脩         | 59kg | ディサイファ           |
| 0000.07.13 | 中京   | プロキオンS       | GIII     | ダ1400m（稍） | 16    | 8     | 16    | 148.3（15人）   | 12着 | R1:23.8（37.2）   | -1.2 | 和田竜二       | 56kg | ベストウォーリア       |
| 0000.08.03 | 新潟   | アイビスサマーD   | GIII     | 芝1000m（良） | 12    | 5     | 7     | 41.0（9人）     | 12着 | R0:55.5（33.4）   | -1.2 | 内田博幸       | 59kg | セイコーライコウ       |
| 0000.08.31 | 札幌   | キーンランドC     | GIII     | 芝1200m（良） | 16    | 1     | 1     | 51.2（11人）    | 12着 | R1:09.6（35.0）   | -0.6 | N.ローウィラー | 56kg | ローブティサージュ     |

- タイム欄のRはレコード勝ちを示す。

## 種牡馬時代
引退後はレックススタッドで種牡馬となった。初年度産駒より、古馬となってからダート重賞で活躍することとなるダンシングプリンスを出し、種牡馬としての需要の高まりが期待された矢先の2022年9月17日に15歳で急死した。

### 主な産駒
太字はGI・JpnI競走を示す

#### グレード制重賞優勝馬
- 2016年産
  - ダンシングプリンス（カペラステークス、リヤドダートスプリント、北海道スプリントカップ、JBCスプリント）

#### 地方重賞優勝馬
- 2020年産
  - ハチキンムスメ(黒潮ジュニアチャンピオンシップ)

## 血統表
| パドトロワの血統（ミスタープロスペクター系 / Northern Dancer 6.25% 5x5） | パドトロワの血統（ミスタープロスペクター系 / Northern Dancer 6.25% 5x5） | パドトロワの血統（ミスタープロスペクター系 / Northern Dancer 6.25% 5x5） | （血統表の出典）          | （血統表の出典） |
| 父 *スウェプトオーヴァーボード Swept Overboard 1997 芦毛                 | 父の父*エンドスウィープ End Sweep 1991 鹿毛                              | *フォーティナイナー                                                      | Mr. Prospector            | Mr. Prospector   |
| 父 *スウェプトオーヴァーボード Swept Overboard 1997 芦毛                 | 父の父*エンドスウィープ End Sweep 1991 鹿毛                              | *フォーティナイナー                                                      | File                      |                  |
| 父 *スウェプトオーヴァーボード Swept Overboard 1997 芦毛                 | 父の父*エンドスウィープ End Sweep 1991 鹿毛                              | Broom Dance                                                              | Dance Spell               | Dance Spell      |
| 父 *スウェプトオーヴァーボード Swept Overboard 1997 芦毛                 | 父の父*エンドスウィープ End Sweep 1991 鹿毛                              | Broom Dance                                                              | Witching Hour             |                  |
| 父 *スウェプトオーヴァーボード Swept Overboard 1997 芦毛                 | 父の母Sheer Ice 1982 芦毛                                                | Cutlass                                                                  | Damascus                  | Damascus         |
| 父 *スウェプトオーヴァーボード Swept Overboard 1997 芦毛                 | 父の母Sheer Ice 1982 芦毛                                                | Cutlass                                                                  | Aphonia                   |                  |
| 父 *スウェプトオーヴァーボード Swept Overboard 1997 芦毛                 | 父の母Sheer Ice 1982 芦毛                                                | Hey Dolly A.                                                             | Ambehaving                | Ambehaving       |
| 父 *スウェプトオーヴァーボード Swept Overboard 1997 芦毛                 | 父の母Sheer Ice 1982 芦毛                                                | Hey Dolly A.                                                             | Swift Deal                |                  |
| 母 グランパドドゥ 1997 鹿毛                                              | 母の父フジキセキ 1992 青鹿毛                                             | *サンデーサイレンス                                                      | Halo                      | Halo             |
| 母 グランパドドゥ 1997 鹿毛                                              | 母の父フジキセキ 1992 青鹿毛                                             | *サンデーサイレンス                                                      | Wishing Well              |                  |
| 母 グランパドドゥ 1997 鹿毛                                              | 母の父フジキセキ 1992 青鹿毛                                             | *ミルレーサー                                                            | Le Fabuleux               | Le Fabuleux      |
| 母 グランパドドゥ 1997 鹿毛                                              | 母の父フジキセキ 1992 青鹿毛                                             | *ミルレーサー                                                            | Marston's Mill            |                  |
| 母 グランパドドゥ 1997 鹿毛                                              | 母の母スターバレリーナ 1990 鹿毛                                         | Risen Star                                                               | Secretariat               | Secretariat      |
| 母 グランパドドゥ 1997 鹿毛                                              | 母の母スターバレリーナ 1990 鹿毛                                         | Risen Star                                                               | Ribbon                    |                  |
| 母 グランパドドゥ 1997 鹿毛                                              | 母の母スターバレリーナ 1990 鹿毛                                         | *ベリアーニ                                                              | Nureyev                   | Nureyev          |
| 母 グランパドドゥ 1997 鹿毛                                              | 母の母スターバレリーナ 1990 鹿毛                                         | *ベリアーニ                                                              | Eleven Pleasures F-No.8-k |                  |

- 母グランパドドゥは中日新聞杯優勝馬、祖母のスターバレリーナはローズステークス優勝馬である。叔父に重賞2勝のアンドゥオール、他に近親には皐月賞馬ロゴタイプやアグネスラズベリがいる。